# Superman II: The Richard Donner Cut
Superman II: The Richard Donner Cut is een alternatieve versie van de film Superman II uit 1980. De film kwam op dvd uit in 2006 en toont hoe Richard Donner, een van de twee regisseurs van Superman II, de film oorspronkelijk in gedachten had. 
De film bestaat grotendeels uit scènes gefilmd door Donner ten tijde van de productie van Superman II, die niet verwerkt zijn in de bioscoopversie van die film maar werden vervangen door nieuwe scènes gefilmd door Richard Lester. Acteur Marlon Brando speelt in deze versie Supermans vader, terwijl hij in de bioscoopversie vervangen werd door Susannah York als Supermans moeder Lara. Er zijn een aantal scènes van Lesters versie in de film verwerkt om de stukken van Donner beter op elkaar aan te laten sluiten, maar deze zijn vaak sterk verknipt en aangepast. 

## Verhaal
Het verhaal is in grote lijnen gelijk aan dat van de bioscoopversie van Superman II. Het verschil tussen beide versies zit hem grotendeels in de ondertoon; Lester had opdracht van de producers om de film meer komische en campachtige elementen mee te geven, wat in sterk contrast was met de serieuze ondertoon van de eerste film (die Donner zelf ook graag wilde voor de tweede film). De Richard Donner Cut is dan ook beduidend serieuzer qua ondertoon dan de bioscoopversie van Superman II.
Andere punten waarop Donners versie afwijkt van de bioscoopversie zijn:
- De scène met de terroristen in Parijs uit Superman II is weggelaten in deze versie. In plaats daarvan is de oorspronkelijk geplande scène waarin een nucleaire raket, die in de eerste film door Lex Luthor werd afgeschoten maar door Superman de ruimte in werd gestuurd, de Phantom Zone vernielt en zo de drie schurken bevrijdt hersteld. Met deze scène had de originele film moeten eindigen om zo een cliffhanger te creëren en de twee films nauwer met elkaar te verbinden.
- De manier waarop Lois erachter komt dat Clark echt Superman is, is in deze versie anders; ze springt eerst uit een raam van het Daily Planet-gebouw om te bewijzen dat Superman altijd opduikt waar Clark is, en beschiet hem later met een kogel, die afketst op zijn lichaam. Als direct gevolg van deze aanpassing is de scène waarin Lois van de Niagarawaterval springt om haar theorie te bewijzen weggelaten.
- De scènes op de maan zijn opnieuw ingekleurd om ze grimmiger te maken.
- Luthors ontsnapping uit de gevangenis per ballon komt uitgebreider aan bod in deze versie.
- Wanneer Luthor arriveert in het Fortress of Solitude, is het niet een hologram van Supermans moeder en de leiders van Krypton, maar een hologram van Jor-El dat hem vertelt over de komst van de drie superschurken.
- Een extra, met computeranimatie opgepoetste, scène waarin het Washington Monument wordt vernietigd door de drie superschurken is in deze versie toegevoegd als vervanger voor de scène waarin de drie Mount Rushmore omvormen tot hun eigen gezichten.
- De scène waarin Zod de president dwingt voor hem te buigen is langer en gewelddadiger in deze versie.
- In deze versie krijgt Jor-El even zijn fysieke vorm terug, en offert zichzelf op om Supermans krachten te herstellen.
- De gevechtsscène tussen Superman en de drie schurken, die geheel is gefilmd door Lester, is aangepast om enkele slapstick-elementen (zoals een man wiens toupet wordt weggeblazen door de windvlaag die Zod, Ursa en Non maken) weg te laten.
- De scène waarin Superman met de drie schurken vecht in zijn Fortress of Sollitude is aangepast naar een versie waarin  hij met Zod probeert te onderhandelen.
- Superman vernietigt het Fortress of Sollitude in deze versie.
- Net als in de eerste film gebruikt Superman zijn snelheid om de tijd deels terug te draaien en zo de ravage die de drie schurken hebben aangericht te herstellen.

## Achtergrond
De wereldpremière van Richard Donners versie van Superman II vond plaats op 2 november 2006 in het kantoor van de Directors Guild of America in Hollywood. Veel crewleden van Superman II woonden de première bij, waaronder Ilya Salkind. 
Veel critici prezen Donner voor het feit dat hij erin was geslaagd alsnog zijn versie van Superman II te realiseren. Tevens werd de duistere toon van deze versie van de film door critici positief onthaald. Op Rotten Tomatoes krijgt de "Donner Cut" van 86% van de recensenten een positieve beoordeling. Superman II-acteurs Margot Kidder, Jack O'Halloran en Sarah Douglas gaven toe Donners versie beter te vinden dan de bioscoopversie van Superman II. 
Vanwege de cultstatus die Superman II had verkregen over de jaren, waren fans van die film echter minder te spreken over Donners versie van Superman II. 